# Het gelukskantoor

Het gelukskantoor is een boek met korte verhalen geschreven door Agatha Christie. Het werk kwam oorspronkelijk uit in 1934 in het Verenigd Koninkrijk onder de titel Parker Pyne Investigates en werd uitgegeven door William Collins and Sons. Datzelfde jaar verscheen het ook op de Amerikaanse markt onder de titel Mr. Parker Pyne, Detective In 1936 werd het boek naar het Nederlands vertaald en uitgegeven door Luitingh-Sijthoff. Het boek is voor deze markt ook gekend onder de titels De man die geluk bracht, Mr. Parker Pyne, detective en Mr. Parker Pyne.
In dit boek komen de personages Ariadne Oliver en Miss Felicity Lemon voor het eerst aan bod. Zij zullen later nog regelmatig verschijnen in de verhalen met detective Hercule Poirot.

## Verhalen
James Parker Pyne biedt zijn diensten aan als "detective-geluksbrenger" en adverteert via The Times met de slogan: "Ben je gelukkig? Indien niet, contacteer me." In werkelijkheid is hij veelal een oplichter en ensceneur, maar vertelt zijn cliënten hier niets over. Zijn medewerkers zijn secretaresse Miss Lemon, novelliste Ariadne Oliver, de knappe loungemuzikant Claude Luttrell en vermommingsexperte Madeleine de Sara.
In de eerste zes verhalen van het boek behandelt Pyne zaken in Engeland en schakelt daarbij zijn personeel in. In de zes daaropvolgende verhalen is hij op reis en fungeert hij eerder als detective.

### De vrouw van middelbare leeftijd
originele titel: The Case of the Middle-aged Wife
Maria Packington ontmoet Parker Pyne nadat ze zijn advertentie las. Ze verdenkt dat haar man George een affaire heeft met zijn typiste Nancy. Hij beweert dat er niets aan de hand is. Omdat zij hem blijft wantrouwen, hebben ze bijna iedere avond ruzie waardoor hun huwelijk onder druk staat. Pyne vraagt voor de opdracht 200 guineas waarop ze ingaat.
Ze krijgt de instructie om haar man die avond vriendelijk te behandelen. De volgende dag moet ze naar een schoonheidssalon, daarna krijgt ze een jurk-op-maat en een lunch in The Ritz waar ze Pyne opnieuw ontmoet. Hij stelt haar voor aan Claude Luttrell. Zij is al snel onder de indruk van de charmante Claude en ze spreken af. De volgende tien dagen gaan Claude en Maria elke avond op stap. Op een van die uitstappen komen ze George en Nancy tegen. George is jaloers omwille van het gedrag van zijn vrouw. Wanneer Maria George verklaart dat ze enkel met Claude uitgaat om eenzelfde reden dat George met Nancy uitgaat, komt het koppel terug samen. Claude verbreekt daarop zijn relatie onder het mom dat hij een gigolo is en dat zij beter voor George kiest nu ze terug gelukkig samen zijn.

### De ontevreden majoor
originele titel: The Case of the Discontented Soldier
De onlangs gepensioneerde Majoor Charles Wilbraham, jaren voor zijn werk gestationeerd in Zuid-Afrika, doet beroep op Parker Pyne. Sinds hij op pensioen is, verveelt hij zich. Pyne is van mening dat dit komt omdat er in zijn dorp niets te beleven valt en de majoor gewend is aan een leven vol avontuur en opwinding. Pyne denkt de majoor te kunnen helpen, maar dit kost 50 Britse pond sterling.
Pyne stuurt de majoor op pad met Madeleine De Sara, maar dat loopt af op een sisser. Madeleine denkt dat ze te excentriek was en dat de majoor haar daardoor aanzag als een vamp. Ook is ze te weten gekomen dat de man valt op een blonde vrouw met blauwe ogen. Daarop maakt Pyne een nieuwe list en gebruikt daarvoor zijn ongelukkige cliënte Freda Clegg.
De volgende dag krijgt Wilbraham van Pyne het bericht om naar een huis in Hampstead te gaan. Daar aangekomen hoort hij in een leegstaand gebouw een vrouw om hulp roepen. Zij wordt aangevallen door twee zwarte mannen. Wilbraham verjaagt deze. De dame stelt zich voor als Freda Clegg. Ze kreeg een week eerder van een Australische advocaat bericht betreffende de erfenis van haar overleden vader. Deze kon ze enkel in ontvangst krijgen nadat zij hem alle documenten betreffende het bedrijf dat haar vader ginds had, opstuurde. Nadat ze dit had gedaan, kreeg ze een brief om naar dit adres te komen. Daar werd ze zonet aangevallen en gered. Wilbraham vermoedt dat er een valse advocaat in het spel is die op zoek is naar het een of ander belangrijk document.
Hij gaat met Freda mee en ze doorzoeken alle bezittingen van haar vader. Daarbij stuiten ze op een document dat in het Swahili is geschreven. De majoor kent de taal en maakt uit dat het document vage beschrijvingen geeft naar een geheime grot waar heel wat ivoor verborgen ligt. Daarop spreken ze af om de volgende avond terug samen te komen voor verdere besprekingen.
De volgende ochtend krijgt de majoor bericht van Freda om naar het leegstaande huis in Hampstead te komen. Daar wordt hij bewusteloos geslagen. Wanneer hij bijkomt, zit hij tezamen met Freda in een kelder. Ze zijn beiden vastgebonden. Zij beweert een bericht te hebben gekregen van de majoor met melding om naar dit huis te komen. Plots stroomt er water in de kelder en de twee beseffen dat ze zullen verdrinken. Er verschijnt een man die het eerder gevonden papier opeist. De majoor geeft dit af, maar de twee worden niet losgelaten.  Uiteindelijk kan de majoor zich bevrijden en redt daarbij ook Freda. Eenmaal buiten verklaart de majoor zijn liefde aan haar, wat wederzijds blijkt te zijn. De majoor verklaart ook dat hij een vervalst document gaf aan de vreemde man en dat hij het originele eerder op de dag opstuurde naar zijn kleermaker.
Pyne bedankt mevrouw Oliver voor het schitterende verhaal dat zij heeft verzonnen om de majoor en Freda gelukkig te maken. Het leegstaande huis is eigendom van Pyne en werd al elf keer eerder gebruikt om mensen een opwindend avontuur te bezorgen.
Later blijkt dat Freda en de majoor zijn getrouwd en nu in Afrika wonen, nog steeds op zoek naar het ivoor. Beiden verzwijgen voor elkaar dat ze beroep hebben gedaan op Pyne. De brief naar het zogezegde ivoor werd uiteraard door Pyne in het huis van Freda verstopt.

### Vrouw in nood!
Originele titel: The Case of the Distressed Lady
Daphne St. John contacteert Pyne. Ze toont hem een diamanten ring die minstens tweeduizend pond sterling waard zou zijn. De ring heeft ze maanden geleden gestolen van haar vriendin Naomi Dortheimer. Daphne verloor veel geld in het casino waardoor ze schulden had. Naomi haar ring was stuk: de diamant zat los. Ze vertrouwde Daphne om deze te laten herstellen bij de juwelier. Daphne liet de ring vervalsen. Het nepexemplaar gaf ze aan Naomi. Het echte exemplaar bezorgde ze aan het pandjeshuis om de schuld te kunnen betalen. Onlangs erfde ze een grote som waardoor ze de ring terug kon opkopen in het pandjeshuis. Het probleem is dat ze deze nu op een of andere manier moet zien om te wisselen waarbij ze denkt aan het dansfeest dat Naomi volgende week geeft.
Nadat ze het kantoor verlaat, belt Pyne Claude en Madeleine op: zij zullen op dat dansfeest aanwezig zijn.
Tijdens het feest is Naomi onder de indruk van de knappe Jules (in werkelijkheid Claude). Ze vraagt of hij met haar wil dansen. Daarbij laat Madeleine de lichten bewust uitvallen. Op dat ogenblik doet Claude een manoeuvre waardoor de ring van Naomi's vinger glijdt. Nadat het licht aangaat, vindt Claude het juweel op de grond en bezorgt dit aan Naomi.
De volgende ochtend komt Daphne langs om de rekening te betalen. Echter, Pyne verklaart dat hij de zaak ondertussen verder heeft bestudeerd. Zijn conclusie is: Daphne is in werkelijkheid Ernestine Richards, de secretaresse van Naomi. De ring die zij eerder toonde, was de vervalsing. Daphne wou Pyne inschakelen om de echte ring te bemachtigen zonder zelf betrapt te worden. 
Hij laat de factuur vallen omdat hij zijn cliënte niet gelukkig heeft gemaakt zoals zijn advertentie belooft. Pyne verzwijgt dat de ring wel degelijk werd verwisseld en hij nu in bezit is van de echte. 

### De ontevreden echtgenoot
Originele titel: The Case of the Discontented Husband
Reginald Wade zijn huwelijk zit in het slop. Zijn vrouw heeft hem een ultimatum gesteld: als hij zijn levensstijl niet wijzigt binnen de 6 maanden naar haar interesses, wil ze een scheiding. Reginald heeft een saai leven dat hij opvult met golf en tennis. Zijn vrouw Iris houdt van kunst, opera en concerten. Ondertussen is zij bevriend, en wellicht verliefd, met de langharige kunstenaar Sinclair Jorden.
Pyne heeft een oplossing, maar vraagt een startbedrag van tweehonderd Guineas. Na betaling stelt Pyne voor dat Reggie flirt met een mooie vrouw. Dat zal Iris jaloers maken en haar doen nadenken over hoe aantrekkelijk Reginald is. Pyne schakelt Madeleine de Sara in om de rol van mooie vrouw te spelen.
Reggie krijgt toestemming van Iris zodat Madeleine tijdens het weekend mag langskomen. Iris is blij met deze affaire omdat ze denkt dat de scheiding daardoor veel vlotter zal verlopen. Ze stelt het wel niet op prijs dat Madeleine Reggie zoveel aandacht en complimenten geeft over het feit dat hij zo geweldig is en dat een vrouw gek moest zijn om van hem te scheiden.
Later op de dag kan Madeleine Reggie overtuigen om haar te kussen terwijl Iris dat ziet. Iris is furieus en wil de scheiding onmiddellijk in orde brengen. Madeleine bemoedert de gedaren en is er zeker van dat Iris Reggie zal volgen moest hij vertrekken. 
Enkele dagen later brengt Madeleine verslag uit aan Pyne. Daarbij vertelt ze ook dat ze bij Iris Sinclair de grond heeft ingeboord. Ze is er zeker van dat Iris Sinclair zal laten vallen en kiest voor Reggie. Daarop stormt Reggie het kantoor binnen en verklaart zijn liefde aan Madeleine. Ook Iris verschijnt en er ontstaat een ruzie. Iris wil Reginald terug, maar hij heeft nu definitief gekozen voor Madeleine. Madeleine schreeuwt dat beiden moeten vertrekken. Pyne schrijft in het dossier dat deze zaak een mislukking was.

### De kantoorbediende
Originele titel: The Case of the City Clerk
De veertigjarige kantoorbediende meneer Roberts mist avontuur in zijn leven. Hij zou eens graag "glorieus leven" al is het maar voor even. Pyne aanvaardt de opdracht voor 5 pond, maar waarschuwt hem voor het eventuele gevaar.
Een dag eerder had Pyne van een andere klant, meneer Bonnington, de vraag gekregen of iemand geheime documenten kon overbrengen naar de Volkenbond in Genève in ruil voor enkele honderden pond sterling. De gewoonlijke koerier van Bonnington is bezet en zijn reserve is mogelijk een spion. Pyne stuurt Roberts met de documenten naar een hotel in Genève onder het mom dat deze een cryptische omschrijving geven naar de bergplaats van de keizerlijke kroon van Rusland toen die zich in Ierland bevond. In het hotel wordt hij opgewacht door een bebaarde man. Roberts geeft de documenten af. In ruil krijgt Roberts een revolver, enkele zinnen met bijhorend geheim paswoord en een ticket voor de nachttrein naar Parijs.
Op de nachttrein spreekt hij met de vrouw, van Oost-Europese afkomst, van de aanpalende cabine. Zij stelt hem plots de eerder aangeleerde vragen waarop hij feilloos antwoordt. Daarop zegt de dame dat de Rus Vassilievitch ook op de trein zit en wellicht haar juwelen wil stelen. Ze vraagt Roberts of hij deze gedurende de nacht wil bijhouden waarop hij instemt. Enkele uren later hoort hij gestommel in het compartiment van de dame. Roberts gaat kijken en ziet dat de dame niet meer aanwezig is. Hij merkt ook een chloroform-geur op. Roberts merkt op dat de conducteur slaapt. Hij neemt stiekem diens jas en pet en klopt aan op de deur van de Rus. Vassilievitch is van mening dat Robert de conducteur is en laat hem binnen. Daar overmeestert Roberts hem en bevrijdt de dame. De volgende dag lopen ze zigzag door Parijs in de hoop om eventuele achtervolgers af te schudden.  's Avonds nemen ze het vliegtuig naar Londen waar ze graaf Paul Stepanyi ontmoeten die de juwelen in ontvangst neemt. De dame blijkt groothertogin Olga te zijn. Nadat Roberts vertrekt doet Olga haar vermomming uit en is ze terug Madeleine de Sara. Ook de hertog is een handlanger van Pyne en is dezelfde man als in het hotel in Genève, maar dan in een andere vermomming en zonder baard. Hij leverde uiteindelijk de documenten aan de Volkenbond.
Pyne krijgt van Bonnington bericht dat de plannen met succes werden overgebracht en wil Pyne's geheime agent een extra bonus geven. Enkele dagen later ontvangt meneer Roberts per post een cheque van 50 pond sterling afkomstig van "iemand die hem wil bedanken". In Parijs zijn drie spionnen geïrriteerd omdat hun plan om de documenten te stelen in het water is gevallen.

### De rijke vrouw
Originele titel: The Case of the Rich Woman
Weduwe Abner Rymer contacteert Parker Pyne. Zij is de dochter van een boer. Ze trouwde met Abner Rymer en leefde enkele jaren in armoede. Abner vond een ingenieus productieproces uit waardoor zij rijk werden. Sindsdien leefden ze rijkelijk, namen personeel aan, kochten luxueuze kledij, maakten buitenlandse reizen, ... Abner was er fysiek slecht aan toe en stierf zo'n vijf jaar eerder op zijn drieënveertigste. Sindsdien voelt weduwe Rymer zich eenzaam: haar oude vrienden mijden haar omwille van haar rijkdom, haar nieuwe vriendinnen vindt ze te snobistisch. De vrouw wil geld uitgeven op een aangename manier, zonder het weg te geven. Pyne belooft haar dat ze terug interesse zal krijgen in het leven en vraagt een bedrag van 1000 pond dat vooraf betaald dient te worden.
Een week later heeft mevrouw Rymer een afsrpaak met verpleegster de Sara en de Oosterse arts Dr. Constantine (Lutrell in vermomming). De dokter heeft een gesprek met haar en komt tot de conclusie dat zij geestesziek is. Daarop biedt hij haar een kopje koffie aan. Even later valt ze in slaap.
De weduwe ontwaakt in een ongezellige kamer. Een kleine dikke dame met voorschoot stelt zich voor als mevrouw Gardner. Zij is vergezeld door een dokter. Beiden spreken de weduwe aan met "Hannah". De dokter verklaart dat Hannah twee dagen eerder een beroerte had en sindsdien bewusteloos was. Ze hoeft zich geen zorgen te maken over haar werk, want een zekere mevrouw Roberts zal dit tijdelijk overnemen. Mevrouw Rymer ziet vanuit het raam dat ze zich in een boerderij bevindt. Via de krant verneemt ze dat er inderdaad drie dagen zijn gepasseerd sinds ze bij dokter Constantine was. Verder leest ze in de krant dat mevrouw Abner Rymer naar een privékliniek werd overgebracht omdat ze plots waande dienstmeid Hannah Moorhouse te zijn. In een ander artikel leest ze dat Dr. Constantine een lezing heeft gegeven waarin hij verklaarde de ziel van twee personen te hebben gewisseld. Mevrouw Rymer is boos op Pyne, maar weet niet wat ze kan doen of wie haar zal geloven omwille van het krantenartikel over haar wanen.
Mevrouw Rymer wacht haar tijd af op de boerderij en doet de taken van "Hannah". Omdat ze op een boerderij opgroeide, is ze het werk en haar oude levensstijl snel gewoon. Nadat ze genoeg geld heeft, besluit ze om naar Londen af te reizen en Pyne te confronteren, maar bedenkt zich op het laatste moment.
Enkele maanden later wordt mevrouw Rymer verliefd op de boerenknecht Joe Welsh. Samen genieten ze van de lammertijd in de lente, hun wandelingen in de zomer en herfst, ... Zo'n jaar nadat haar nieuwe leven startte, merkt ze Parker Pyne plots op aan een hek. Ze verwenst hem voor wat hij haar heeft aangedaan. Parker geeft toe dat Hannah Moorhouse nooit heeft bestaan en dat mevrouw Gardner deel uitmaakt van het complot. Zonder het te weten, had zij een document ondertekent waardoor Pyne de juridische volmacht over haar had. Haar fortuin is veilig en heeft ondertussen nog goed opgebracht. 
Parker vraagt zijn cliënte of ze gelukkig is. Mevrouw Rymer moet toegeven dat zij en Joe verloofd zijn en dat ze tevreden is met haar oude leven. Daarop zegt ze tegen Parker dat ze 700 pond nodig heeft om met Joe een boerderij te kopen. Al het andere geld dat ze bezit, dient Parker te schenken aan diverse ziekenhuizen. Joe mag ook nooit achterhalen dat zij enige tijd schatrijk was.

### Heeft u niets meer te wensen?
Originele titel: Have You Got Everything You Want?
Tijdens een reis met de Orient Express ontmoet Parker Pyne Elsie Jeffries. Ze is ongelukkig omdat haar man eerder saai en puriteins is. Hij werkt in Constantinopel en zij is op weg naar hem. Voor haar vertrek heeft ze een vloeiblad van haar man gevonden met de tekst "net voor Venetië is het juiste moment" en ze vraagt zich nu af wat er zal gebeuren als de trein Venetië passeert. Parker stelt voor dat hij dit uitzoekt.
Wanneer de trein nabij Venetië is, stelt een Slavische vrouw vast dat er brand is. De conducteur kan de mensen geruststellen dat er niets ernstigs aan de hand is. Op dat ogenblik betrapt Parker de vrouw in het compartiment van Elsie. Elsie doorzoekt vervolgens haar bezittingen en komt tot de conclusie dat haar juwelen zijn gestolen. De politie wordt ingelicht, maar de Slavische vrouw heeft de juwelen niet en deze kunnen evenmin in het compartiment worden gevonden. Op hun weg naar Trieste, vragen Pyne en Elsie zich af wie de juwelen kan hebben: naast de Slavische vrouw is er niemand anders in het compartiment geweest. De juwelen zijn wellicht ook niet van boord geworpen omdat ze net over een brug reden boven de zee. Daarop stuurt Pyne een telegram naar een niet nader vernoemd persoon.
In Constantinopel vraagt Pyne aan Elsie om naar het Tokatlian Hotel te komen. Daar geeft Pyne haar de juwelen, zonder verdere uitleg.  Pyne had het telegram naar haar man Edward gestuurd met de vraag om de juwelen terug te bezorgen. Edward wordt gechanteerd door mevrouw Rossiter. Daarom vervalste Edward de juwelen. De echte diende hij te overhandigen aan Rossiter, de valse waren in bezit bij Elsie. Om te voorkomen dat Elsie achterhaalde dat ze nepjuwelen had, moesten deze verdwijnen. De Slavische vrouw heeft op zijn vraag de nepjuwelen in zee gegooid.

### De poort van Bagdad
Originele titel: The Gate of Baghdad
Parker Pyne is op reis. Hij zal de volgende dag de nachttram nemen van Damascus naar Baghdad. Andere reizigers zijn Netta Pryce en haar tante, RAF-medewerkers O'Rourke, Loftus en Williamson, meneer Hensley, kapitein Smethurst, generaal Poli en een Armeense moeder met haar zoon.
De avond voor vertrek spreekt Pyne met generaal Poli over het laatste nieuws: de zoektocht naar de corrupte bankier Samuel Long. Later op de avond spreekt hij met een dronken Smethurst in een discotheek. Pyne zegt dat hij een "vertrouwenstrickster is waarop de kapitein antwoordt: "Wat? Jij ook?""
Tijdens de daaropvolgende nacht rijdt de tram zich vast en de mannen stappen uit om het voertuig los te krijgen. Omdat Smethurst niet aanwezig is, zoekt O'Rourke hem op en vindt het dode lichaam van de kapitein. Loftus, een dokter bij de RAF, komt tot de conclusie dat de kapitein in zijn slaap werd vermoord, wellicht met een zandzak. Williamson herinnert zich een gesprek tussen Smethurst en een ongekende persoon in Baghdad over het feit dat ze zich stil moesten houden tot wanneer ze in Baghdad waren. Loftus verklaart dat Smethurst een gesprek had met Hensley over "een lek" en dat hij altijd reservekousen bij zich had. Deze kousen worden gevonden en bevatten nat zand.
Pyne onderzoekt het lichaam en komt tot de conclusie dat de kapitein met een klein mes werd neergestoken. Pyne vermoedt dat Loftus in werkelijkheid Samuel Long is en dat Smethurst dit wist. Als dokter heeft hij wellicht een scalpel en verder was hij wel zeer snel met zijn conclusie over de doodsoorzaak. Verder had Pyne de sokken niet veel eerder zelf gevonden en bevatten die toen nog geen zand.
Loftus steekt een sigaret aan en biecht op dat hij inderdaad Samuel Long is. Hij kocht de identiteit van de echte Loftus over voor twintigduizend pond. Smethurst was destijds zijn vriend aan de Eton-universiteit. Hij herkende Samuel. Daarop sterft Samuel: zijn sigaret bevatte waterstofcyanide.

### Het huis in Shiraz
Originele titel: The House at Shiraz
Parker Pyne is per vliegtuig op weg naar Shiraz. De piloot is meneer Schlagal, een Duitser. Hij was verliefd op Muriel, de dienstmeid van de adellijke Esther Carr. Muriel stierf niet veel later in verdachte omstandigheden. Esther werd beschuldigd van de moord, maar de onschuld was in haar ogen en gedrag af te lezen. Pyne kent toevallig de ouders van Esther en weet dat heel wat familieleden krankzinnig werden.
In Shiraz ontmoet Pyne de consul met wie hij dineert. Ze brengen ook een bezoek aan de tombe van Hafez. Daarbij passeren ze een huis dat, volgens de consul, wordt bewoond door Esther Carr, maar dat ze in afzondering leeft en niemand wil ontmoeten. Volgens de consul stierf Muriel nadat ze met haar dienblad van de balkontrappen viel. De consul herinnert zich ook de Duitse piloot en zijn verklaring over Esther haar donkere, glanzende ogen die onschuld uitstraalden.
De volgende dag schrijft Pyne een brief naar Esther Carr met het verzoek om haar te ontmoeten. Daarbij voegt hij zijn advertentie van "The Times". Niet veel later wordt hij ontboden. Ze praten over diverse feesten, sociale activiteiten, ... die zich in Engeland afspelen over alle lagen van de bevolking. Esther geeft toe heimwee te hebben, maar verklaart dat ze nooit kan terugkeren naar Engeland wegens de gebeurtenissen met Muriel. Pyne stelt ook voor dat Esther de Duitse piloot ontmoet, wat zij weigert. Pyne komt dan tot de conclusie dat Esther in werkelijkheid Muriel is en dat Esther destijds stierf. Esther had trouwens blauwe ogen. Muriel geeft dit toe. Esther was jaloers op de relatie tussen Muriel en Schlagal. Dit werd zo erg waardoor ze krankzinnig werd. Haar dood was een ongeval, maar omdat Muriel wist dat zij als moordenares zou worden bestempeld, legde ze het dienblad bij het lijk. Verder nam ze de identiteit over van Esther. De consul was net aangesteld en kende de echte Esther niet. Nu kan ze de Duitse man niet meer ontmoeten, of eender wie die Esther ooit heeft gekend. Parker Pyne stelt voor om dit alles op te lossen en om de mensen ervan te overtuigen dat zij Esther niet heeft vermoord.

### De parel van grote waarde
Originele titel: The Pearl of Price
Parker Pyne is in Jordanië op doortocht van Amman naar Petra. Hij wordt vergezeld door de Amerikaanse miljonair Caleb Blundell, zijn dochter Carol en secretaris Jim Hurst. Verder zijn er nog Sir Donald Marvel, archeoloog dokter Carver en de Franse kolonel Dubosc. 
Op zeker ogenblik merkt Carol dat de parel uit een van haar oorringen is verdwenen. Het was geweten dat deze niet al te vast zaten, vandaar dat deze eerder op de dag terug goed werden aangeschroefd. Ze is er zeker van dat iemand deze op een of andere manier heeft gestolen. Kolonel Dubosc eist een zoektocht naar de parel om zijn onschuld te bewijzen, waarop de anderen akkoord gaan. Desondanks wordt de parel niet gevonden.
Later op de dag vraagt Carol aan Parker om mee te zoeken naar de parel. Volgens haar werd deze gestolen door haar vader en wil deze de schuld in de schoenen steken van Jim Hurst. Jim is een dief die ooit bij hen inbrak. Uit medelijden bood Caleb hem een job aan als secretaris. Carol is verliefd op Jim. Haar vader is hier tegen en wil dat zij trouwt met Donald Marvel.
Pyne gaat akkoord en komt al snel tot de conclusie dat dokter Carver de parel heeft. Hij was degene die 's ochtends opmerkte dat de parel los zat en heeft deze vastgevezen. Carver geeft dit toe: hij wou met de opbrengst een archeologische expeditie opzetten. Parker antwoordt dat Caleb niet zo rijk is als hij zich voordoet, maar gewoonweg een bluffer is. De parels zijn ook nep.

### De moord op de Nijlboot
Originele titel: Death on the Nile
Parker Pyne boekt een tocht op de Nijl met een stoomboot. Andere passagiers zijn meneer George Grayle en zijn vrouw, hun nicht Pamela, verpleegster Elsie MacNaughton en secretaris Basil West.
George trouwde met mevrouw Grayle uit financiële noodzaak, maar zij is een slechtgeluimde, neurotische en klaagzieke vrouw. Volgens Pamela overdrijft haar tante en veinst ze allerlei kwalen en vooroordelen te hebben. De enige persoon met wie ze wel overweg kan, is Basil.
Lady Grayle roept Pyne apart. Ze beweert dat ze door haar man wordt vergiftigd. Telkens wanneer hij voor langere tijd thuis is, wordt ze ziek. Zodra hij voor enkele dagen weg is, lijkt ze te genezen. Ook Miss MacNaughton bevestigt de verschijnselen bij lady Grayle, maar ze weet niet wie de vermoedelijke dader is.
De volgende nacht sterft lady Grayle ten gevolge van een strychninevergiftiging. Pyne herinnert zich dat de vrouw eerder op de dag een papier met "...dromen. Verbrand dit!" in het kachelvuur gooide.
In de cabine van George wordt een enorme hoeveelheid strychnine gevonden alsook in zijn jas. Hij beweert dat dit de medicijnen zijn voor de hartproblemen van zijn vrouw. Dit wordt geleverd door Miss MacNaughton. Pamela is van mening dat haar tante zichzelf vergiftigde. Verder deed ze de laatste tijd nogal eigenaardig en brabbelde ze dat ze een liefdesaffaire had met Basil.
Pyne ondervraagt Basil en adviseert om zijn bekentenis op papier te zetten. Pyne bluft ook dat lady Grayle de liefdesbrieven bijhield en niet verbrandde zoals Basil vroeg. Basil bekent daarop dat hij de dame bewust vergiftigde, niet wetende dat de andere familieleden aan de andere kant van de deur staan en hen overhoren.

### Het orakel van Delphi
Originele titel: The Oracle at Delphi
De rijke weduwe mevrouw Peters en haar zoon Willard zijn op reis in Griekenland. In hun hotel verblijven onder andere ook hun meid en chauffeur, een moeder met haar dochter, meneer Thompson en een man van middelbare leeftijd met wie ze het goed kan vinden.
Op een namiddag vindt mevrouw Peters een brief met melding dat Willard werd ontvoerd en er tienduizend pound sterling losgeld wordt gevraagd. Bijkomende instructies zal ze de volgende dag krijgen. Ze mag geen contact opnemen met het hotelmanagement of de politie.
Tijdens het avondmaal spreekt een van haar nieuwe vrienden haar aan met de vraag of er iets mis is omdat ze afwezig lijkt. De man stelt zich voor als Parker Pyne en toont een advertentie uit "The Times". Hij nodigt haar uit voor een avondwandeling om te bespreken wat ze kunnen doen. Tijdens die wandeling spreken ze af om voorlopig niets te ondernemen en te wachten op het volgende briefje.
De volgende dag krijgt mevrouw Peters inderdaad een nieuwe brief: "indien het geld niet voorhanden is, is de dure halsketting die mevrouw Peters draagt ook voldoende." Parker stelt voor om de halsketting te laten vervalsen. Hij kent trouwens een juwelier in Athene die dit wil doen. Mevrouw Peters stemt in en ze bezorgt de vervalsing aan de ontvoerders.
Mevrouw Peters is blij wanneer Willard de volgende dag terug is, maar geschokt dat de persoon die hem vrijlaat meneer Thompson is. Thompson verklaart dat hij het gesprek tussen haar en de andere man tijdens de avondwandeling heeft overhoord. Die man stelde zichzelf voor als Parker Pyne. Dat laatste is onmogelijk, want meneer Thompson is in werkelijkheid Parker Pyne. Hij heeft zich onder een andere naam ingeschreven om in cognito te blijven. Volgens Parker had de andere man sowieso de intentie om haar juweel te bemachtigen. Nadat dit werd vervalst, gaf hij het nepjuweel aan mevrouw Peters en behield het originele. Parker had ondertussen de politie verwittigd die de man en juwelier arresteerden en Willard konden bevrijden.